# Refuge Igloo des Pantalons Blancs
Das Refuge Igloo des Pantalons Blancs ist eine Biwak der Ortsgruppe Club Alpin Sion der Sektion Monte Rosa des SAC. Es steht auf 3280 m ü. M. auf einer Felsinsel zwischen dem Glacier des Pantalons Blancs und dem Glacier des Ecoulaies, etwas nordöstlich der Pointe du Crêt (3322 m ü. M.), auf dem Gemeindegebiet von Hérémence im Kanton Wallis in der Schweiz.

## Geschichte
Das Biwak wurde 1975 in der Form eines Iglus konstruiert. Der Holzbau ist mit Aluminiumplatten verschindelt. Die Lage dieser Unterkunft mit dem hochalpinen Panorama ist sehr abgelegen und die Zustiege sind entsprechend lang. 
Es hat ein Massenlager mit 15 Schlafplätzen mit Decken und besitzt einen Holzofen und Gas zum Kochen und Heizen und eine ausgestattete Küche. In einem kleinen Schopf befinden sich der Holzvorrat und die Toilette. Es gibt kein fliessendes Wasser und keine Verpflegung.
Die Verfügbarkeit und Reservierung des Iglus erfolgt über die Hütten-Website des Schweizer Alpen-Clubs (SAC).

## Zustiege
- Von Le Chargeur (Grand Dixence Staumauer) über die Rochers de Bouc (Normalroute) in 5 Stunden, Schwierigkeitsgrad T4+: der Weg führt entlang des Sees bis zur Cabane de la Barma (2458 m), von dort dem Bouc-Grat (Rochers du Bouc) entlang und über den Pantalons Blancs-Gletscher zum Biwak.

- Von Le Chargeur (Grande Dixence Staumauer) über den Glacier des Ecoulaies

## Aufstiege
- Gebiet Rosablanche und Le Pleureur (3704 m), die Gipfelkette zwischen dem Val de Bagnes und dem Val d’Hérémence